# Krupunder See
El Krupunder See és un llac al nucli de Krupunder a la ciutat d'Halstenbek a l'estat de Slesvig-Holstein a Alemanya. Fa part d'un paisatge protegit.
El llac es troba al mig d'una antiga zona de landa i d'aiguamolls que quasi totalment va urbanitzar-se. S'alimenta d'aigües freàtiques i d'aigües de desguas de les zones urbanes a les seves ribes. Abans, desguassava via un petit efluent, el Ballerbek, però aquesta connexió va ser trencada. Al marc d'un pla de renaturalització, es parla de tornar a connectar el riu al seu llac.
Els efluents i el llot fosc que prové del terra ric d'humus a les ribes donen un color gairebé negre a l'aigua, el que explica el nom antic del llac: Schwarzer See (= llac negre). Als anys 20 del segle passat va crear-se una zona de platja i de bany, que va ser suprimida quan el paisatge va ser llistat el 1964. El 1974, l'ajuntament d'Halstenbek va comprar el llac. Des d'anys l'eutrofització causa problemes majors i s'ha instal·lat un sistema d'aeració per a protegir la fauna aquàtica de la proliferació de les algues.